# Michel II Asen
Michel II Asên (bulgare: Михаил II Асен) (1238-1256) est tsar de Bulgarie de 1246 à 1256.

## Biographie
Fils du tsar Ivan Asên II et de sa troisième épouse Irina, la fille de Théodore Ier Ange Doukas Comnène, Michel est porté au trône après la mort de son demi-frère Koloman Ier Asên. Le nouveau tsar étant lui aussi mineur, c’est sa mère qui exerce la réalité du pouvoir.
Michel II conclut une alliance avec la république de Raguse avant d'envahir la Serbie. L'avance des troupes bulgares est si rapide qu'elle provoque la fuite du patriarche de sa résidence de Žiča pour aller s'établir à Peć qui demeurera le centre de l'Eglise serbe jusqu'en 1766.    
La tentative du jeune tsar de recouvrer les territoires acquis par les Grecs est brisée par Théodore Lascaris, le fils de Jean III Doukas Vatatzès.La signature d’un traité avec le nouvel empereur de Nicée Théodore II Lascaris et le prince russe Rostislav Mikhailovitch, père de son épouse, mécontente les boyards qui organisent un coup d’État au cours duquel le jeune souverain est tué à Tarnovo et sa mère chassée du pouvoir. Son cousin Koloman II Asên prend alors le pouvoir .